# Padang Mainu
Padang Mainu is een bestuurslaag in het regentschap Simalungun van de provincie Noord-Sumatra, Indonesië. Padang Mainu telt 1926 inwoners (volkstelling 2010).